# Amœnitatum exoticarum
Amœnitatum exoticarum (Plaisirs exotiques) est un traité d'histoire naturelle rédigé en latin par Engelbert Kaempfer et publié à Lemgo en 1712. Il s'agit d'un recueil d'études faites par le médecin allemand durant son voyage effectué entre mars 1683 et octobre 1693, durant lequel il séjourne longuement en Perse et au Japon.
Ses observations sur la dracunculose, l'ase fétide ou le ginkgo comptent parmi les premières du genre en Europe.

## Éditions
- (la) Engelbert Kaempfer, Amœnitatum exoticarum politico-physico-medicarum, Lemgo, Henricus Wilhelmus Meyer, 1712, 912 p. (lire en ligne).